# Giro di Lombardia 1919
Il Giro di Lombardia 1919, quindicesima edizione della corsa, fu disputata il 2 novembre 1919, su un percorso totale di 256 km. Fu vinta dall'italiano Costante Girardengo, giunto al traguardo con il tempo di 9h42'01", alla media di 26,390 km/h, dopo 170 km di fuga, precedendo Gaetano Belloni e Heiri Suter.
Presero il via da Milano 44 ciclisti e 8 di essi portarono a termine la gara.
Per la prima volta, la corsa lombarda affrontò il Colle del Ghisallo.

## Ordine d'arrivo (Top 10)
| Pos. | Corridore           | Squadra         | Tempo      |
| ---- | ------------------- | --------------- | ---------- |
| 1    | Costante Girardengo | Stucchi-Dunlop  | 9h42'01"   |
| 2    | Gaetano Belloni     | Bianchi-Pirelli | a 8'00"    |
| 3    | Heiri Suter         | -               | a 23'00"   |
| 4    | Ugo Agostoni        | Bianchi-Pirelli | a 35'00"   |
| 5    | Max Suter           | -               | a 49'00"   |
| 6    | Giovanni Roncon     | Verdi           | a 1h23'00" |
| 7    | Domenico Schierano  | Peugeot         | a 1h41'00" |
| 8    | Antonio De Michiel  | -               | a 3h32'00" |